# Danh sách trường đại học và cao đẳng tại Vĩnh Long
Đại học, trường đại học, học viện và viện hàn lâm là các cơ sở giáo dục bậc cao đào tạo các bậc đại học và sau đại học, mang tính mở. Chất lượng đào tạo, nghiên cứu khoa học, danh giá với nhà tuyển dụng, phạm vi ảnh hưởng của trường và thành tích cựu sinh viên tạo nên danh tiếng của trường đại học.
Mô hình đại học tại Việt Nam nổi bật với các trường đại học chuyên ngành, đa ngành độc lập. Mô hình đại học đa thành viên tập hợp nhiều trường đại học thành viên ít được phát triển hơn tại Việt Nam. Đối với các trường đại học công lập có hai cơ chế hoạt động chính đó là nhà nước kiểm soát và tự chủ. Với cơ chế tự chủ, các trường đại học sẽ được quyền chủ động về vấn đề nhân sự, chương trình đào tạo, hoạt động nghiên cứu khoa học và tài chính vì vậy nhà nước giảm ngân sách cấp cho nhóm trường này.
Học viện hay viện hàn lâm là mô hình giáo dục được phát triển từ đại học, ra đời sau này. So với đại học, học viện và viện hàn lâm chú trọng nghiên cứu hơn. Viện hàn lâm là cơ sở giáo dục bậc cao cấp cao nhất, thành viên của viện hàn lâm thường bao gồm những cá nhân xuất chúng trong những lĩnh vực có liên quan, những người được các thành viên khác bầu chọn, hoặc được chính phủ bổ nhiệm, chỉ đào tạo bậc sau đại học. Giá trị văn bằng được cấp bởi đại học và học viện là tương đương nhau.

## Danh sách các đại học
| STT | Tên đại học                                                   | Tên viết tắt | Mã tuyển sinh | Thành lập | Địa chỉ                                                                       | Website              |
| --- | ------------------------------------------------------------- | ------------ | ------------- | --------- | ----------------------------------------------------------------------------- | -------------------- |
| 1   | Phân hiệu Đại học Kinh tế Thành phố Hồ Chí Minh tại Vĩnh Long |              | KSV           | 2019      | 1B Nguyễn Trung Trực, Phường 8, thành phố Vĩnh Long, tỉnh Vĩnh Long, Việt Nam | ueh.edu.vn/vinh-long |

## Danh sách các trường đại học công lập
| STT | Tên đại học                               | Tên viết tắt | Mã tuyển sinh | Thành lập | Địa chỉ                                                                  | Website      |
| --- | ----------------------------------------- | ------------ | ------------- | --------- | ------------------------------------------------------------------------ | ------------ |
| 1   | Trường Đại học Sư phạm Kỹ thuật Vĩnh Long | VLUTE        | VLU           | 1960      | 73 Nguyễn Huệ, Phường 2, thành phố Vĩnh Long, tỉnh Vĩnh Long, Việt Nam   | vlute.edu.vn |
| 2   | Trường Đại học Xây dựng Miền Tây          |              | MTU           | 2011      | 20B Phó Cơ Điều, Phường 3, thành phố Vĩnh Long, tỉnh Vĩnh Long, Việt Nam | mtu.edu.vn   |

## Danh sách các trường đại học tư thục
| STT | Tên đại học             | Tên viết tắt | Mã tuyển sinh | Thành lập | Địa chỉ                                                          | Website                                                         |
| --- | ----------------------- | ------------ | ------------- | --------- | ---------------------------------------------------------------- | --------------------------------------------------------------- |
| 1   | Trường Đại học Cửu Long | MKU          | DCL           | 2000      | Quốc lộ 1A, xã Phú Quới, huyện Long Hồ, tỉnh Vĩnh Long, Việt Nam | mku.edu.vn Lưu trữ ngày 23 tháng 7 năm 2016 tại Wayback Machine |

## Danh sách các trường cao đẳng
| STT | Tên cao đẳng                   | Tên viết tắt | Mã tuyển sinh | Thành lập | Địa chỉ                                                                              | Website     |
| --- | ------------------------------ | ------------ | ------------- | --------- | ------------------------------------------------------------------------------------ | ----------- |
| 1   | Trường Cao đẳng Vĩnh Long      | CDVL         |               | 2020      | 112 - 112A, Đinh Tiên Hoàng, Phường 8, thành phố Vĩnh Long, tỉnh Vĩnh Long, Việt Nam | cdvl.edu.vn |
| 2   | Trường Cao đẳng nghề Vĩnh Long | VLVC         |               | 2001      | Quốc lộ 1A, xã Phú Quới, huyện Long Hồ, tỉnh Vĩnh Long, Việt Nam                     | vlvc.edu.vn |